# Фантазия във фа минор (Шопен)
Фантазия във фа минор, Op. 49 на Фредерик Шопен е композиция за пиано от едно движение, написана през 1841 г., когато композиторът е на 31 години. От писмата на Шопен е ясно, че използва името „фантазия“, за да покаже известна свобода от правила и да придаде романтичен израз. Тази фантазия е една от най-дългите на Шопен, с изкючение на Полонеза-фантазия, сонати и концерти за пиано, които са по-дълги.